# 莱德海姆
莱德海姆（荷蘭語：Ledegem，荷蘭語發音：[ˈleːdəɣɛm]）是比利时弗拉芒大區西佛兰德省鲁瑟拉勒区的一个市镇，通行荷蘭語，是弗拉芒社群的一部分，面积24.83平方千米，人口9,716人（2018年1月1日）。